# Casbia carnecostata
Casbia carnecostata är en fjärilsart som beskrevs av W. Warren 1903. Casbia carnecostata ingår i släktet Casbia och familjen mätare. Inga underarter finns listade i Catalogue of Life.